# 三元节
三元节是道教的三个节日：
- 以农历正月十五为上元节，一般称为“元宵节”；
- 以农历七月十五为中元节，又称“鬼节、七月半”；
- 以农历十月十五为下元节。

## 典故
道教有天、地、水三官大帝載錄世人善惡之说，三元節，就是「三官大帝」的誕辰，并以天官生日為上元节，为天官赐福之日，要舉行祈福法事；地官生日為中元节，为地官赦罪之日，要普渡孤魂；水官生日為下元节，为水官解厄之日，請神明為運勢不好的人消災解難。
清朝顧祿《清嘉錄》：「遇三元日，士庶拈香，駢集於院觀之有神像者。郡（吳郡）西七子山有三官行宮，釋氏奉香火，至日，輿舫絡繹，香湖尤盛。歸持燈籠，上禦『三官大帝』四字，紅黑相間，懸於門首，云可解厄。或有人以小杌插香供燭，一步一拜至山者，曰拜香。」
《太上洞玄灵宝三元玉京玄都大献经》称：“三元者，元，本也。但以上三官为万物之行本，故曰三元。”题解称：“一切众生，生死命籍，善恶录，普皆系在三元九府，天、地、水三官考校功过，毫分无失。所言三元者，正月十五日为上元，即天官检勾；七月十五日为中元，即地官检勾；十月十五日为下元，即水官检勾。一切众生皆是天地水三官之所统摄。”
将人体的三丹田称为“三元”是道教内丹术的说法。《参同契》称“含精养神，通德三元”。宋代张君房编撰的《云笈七箓》卷五十六〈元气论〉称：“混沌分后，有天地水三元之气，生成人伦，长养万物。人亦法之，号为三焦、三丹田，以养身形，以生神气。”亦有认为“三元”指元精、元气、元神。